# 王遜 (美術史家)
王逊（1915年7月9日—1969年3月21日）是山东莱阳人，中國美术史家。
1933年入清华大学研究院学习，1938年毕业于清华大学哲学系。1939年在昆明清华大学研究院攻读中国哲学研究生。畢業後，曾任云南大学文史系讲师、西南联合大学哲学系讲师，敦煌艺术研究所设计委员，南开大学哲学系副教授、系主任，兼《美术》杂志执行编委、清华大学教授。中华人民共和国成立后，任中央美术学院教授。
王逊是中国著名的美术史家，著有《中国美术史》、《永乐宫三清殿壁画题材试探》、《玉在中国文化上的价值》等。他撰写的讲义《中国美术史》是中国美术史上重要的学术专著，也是现代中国高等教育的重要文献。